# Zalesie (Wola Wadowska)
Zalesie – przysiółek wsi Wola Wadowska w Polsce, położony w województwie podkarpackim, w powiecie mieleckim, w gminie Wadowice Górne.
W latach 1975–1998 przysiółek należał administracyjnie do województwa tarnowskiego.